# WOLF (AM)
WOLF es una emisora de radio (actualmente fuera del aire) licenciada en Siracusa, Nueva York. La estación transmite con 1 kilovatio de potencia en 1490 kHz. La estación es operada por WOLF Radio Inc., que pertenece en un 91% a Craig Fox, que también posee varias otras estaciones de radio y de televisión de baja potencia en el Estado de Nueva York.

## Historia
WOLF empezó a transmitir en Siracusa poco antes de la Segunda Guerra Mundial. Al igual que todas las estaciones locales de AM, se limitaba inicialmente a sólo 250 vatios de potencia. Durante la década de 1960 se le permitió aumentar la potencia durante el día a 1.000 vatios, y el aumento de potencia de 1000 vatios noche una década más tarde junto con casi todas las demás estaciones locales (clase C) de AM en los Estados Unidos. Durante mucho tiempo se transmitía un formato de Música popular, y durante muchos años fue altamente competitivo dentro de su área de señales con las estaciones regionales más fuertes (clase B) con similar formato como WNDR y WFBL, aunque era incapaz de lograr una cobertura metropolitana total, sobre todo después de la puesta del sol.
A mediados de la década de 2000, las estaciones eran retransmisoras junto con sus estaciones hermanas WOLF-FM y WWLF-FM, de Radio Disney. En diciembre de 2006, las emisoras de FM dejaron de retransmitir la programación y pasan a transmitir el formato de MOViN. Las estaciones de AM mantienen su afiliación con Radio Disney.
En diciembre de 2013, WMBO dejó de retransmitir la programación de WOLF, pasando a transmitir música de Los Beatles.
El 1 de febrero de 2014, Radio Disney canceló su afiliación con WOLF, lo que resultó en la estación de salga del aire para emitir bajo un nuevo formato, originalmente programado según documentos de la FCC a ocurrirá en agosto de 2014. WOLF fue la última estación de radio afiliada a Radio Disney, que no pertenecía a The Walt Disney Company.